# Carlos Giró Vila
Carlos Giró Vila (Barcelona, 25 de agosto de 1942) es un expiloto de motociclismo de velocidad español que compitió internacionalmente entre la temporada de 1967 y 1969. Destacó especialmente en subida de montaña pero también en carreras de velocidad, resistencia y Campeonato de España de regularidad, la antecesora de la actual enduro, disciplina en el que fue una de los pioneros en España junto con motocross.
Al lo largo de su carrera, consiguió un Campeonato de España de Enduro en 1965, el primero que se disputó, dos del Campeonato de España de resistencia (1964 y 1967, el último después de ganar las 24 Horas de Montjuïc haciendo pareja con Luis Yglesias) y una del Campeonato de España de motociclismo de velocidad (1969). A excepción del campeonato de 1964, conseguido con una Montesa Impala, el resto los ganó todos con OSSA, marca con la que los propietarios estaban directamente emparentados (es primo de Eduardo Giró).
Carlos Giró era uno de los pocos pilotos oficiales que disputaron la victoria en las abundantes ascenso de montaña que se organizaban a comienzos de los 60, en las que destacaba su pilotaje, decidido y muchas veces alejados del estilo clásico. En este tipo de curvas, ganó en numerosas ocasiones con las OSSA 175, 230 o 250 y a finales de los 60, una vez con la Yankee 460. Tiene el récord de victorias, entre otras, en la Subida a Sant Feliu de Codines: cuatro entre 1964 y 1971. Obtuvo también muchas victorias en carreras de velocidad con la OSSA 250, destacando una muy recordada en el circuito francés de Pau.

## Resultados en el Mundial de motociclismo
Sistema de puntuación desde 1950 hasta 1968:
| Posición | 1.º | 2.º | 3.º | 4.º | 5.º | 6.º |
| Puntos   | 8   | 6   | 4   | 3   | 2   | 1   |

Sistema de puntuación desde 1969 hasta 1987:
| Posición | 1.º | 2.º | 3.º | 4.º | 5.º | 6.º | 7.º | 8.º | 9.º | 10.º |
| Puntos   | 15  | 12  | 10  | 8   | 6   | 5   | 4   | 3   | 2   | 1    |

### Por temporada
(Carreras en negrita indica pole position, carreras en cursiva indica vuelta rápida)
| Año     | Cat.  | Moto    | 1     | 2     | 3     | 4     | 5       | 6      | 7      | 8     | 9     | 10      | 11    | 12    | 13    | Pts. | Pos. |
| ------- | ----- | ------- | ----- | ----- | ----- | ----- | ------- | ------ | ------ | ----- | ----- | ------- | ----- | ----- | ----- | ---- | ---- |
| 1967    | 250cc | OSSA    | ESP 6 | GER - | FRA - | IOM - | NED -   | BEL -  | RDA -  | CZE - | FIN - | ULS -   | NAT - | CAN - | JAP - | 1    | 25.º |
| 1968    | 50cc  | Derbi   | GER - | ESP 8 | IOM - | NED - | BEL -   |        |        |       |       |         |       |       |       | 2    | 14.º |
| 1968    | 250cc | Honda   | GER - | ESP 3 | IOM - | NED - | BEL -   | RDA -  | CZE -  | FIN - | ULS - | NAT Ret |       |       |       | 3    | 12.º |
| 1969    | 250cc | Benelli | ESP - | GER - | FRA - | IOM - | NED Ret | BEL 11 | RDA 11 | CZE 8 | FIN - | ULS -   | NAT - | YUG - |       | 3    | 40.º |
| fuente: |       |         |       |       |       |       |         |        |        |       |       |         |       |       |       |      |      |